# Towarzystwo Wegańskie
Towarzystwo Wegańskie (ang. The Vegan Society) – organizacja charytatywna zarejestrowana w Wielkiej Brytanii w celu promowania weganizmu.
Utworzone 1 listopada 1944 przez Donalda Watsona Towarzystwo było pierwszą organizacją skupiającą wegan i rozpowszechniło używanie słowa weganizm dla „bezmlecznego wegetarianizmu”. W 50. rocznicę utworzenia Towarzystwa, w 1994, data 1 listopada została ustanowiona Światowym Dniem Wegan. 
Słowo 'vegan' (ang.) zostało stworzone przez Donald Watsona z pierwszych trzech i ostatnich dwóch liter od słowa "vegetarian" (ang.). 
Dziedziny działania Towarzystwa Wegańskiego:
- Informacja – Towarzystwo Wegańskie, poprzez swoją witrynę internetową  dostarcza informacje o weganizmie: od danych dotyczących dobrej diety wegańskiej, witaminy B12, faktów o tym, dlaczego warto przejść na weganizm, po porady i artykuły life-stylowe oraz przepisy na wegańskie potrawy,
- Kampanie społeczne – Towarzystwo Wegańskie prowadzi różnego rodzaju kampanie na rzecz propagowania weganizmu w społeczeństwie,
- Wsparcie – Towarzystwo Wegańskie zapewnia wsparcie dla wegan i aktywistów,
- Certyfikacja - Towarzystwo Wegańskie oferuje program certyfikacji produktów wegańskich oznaczając je swoim znakiem towarowym Vegan Trademark – znak upewniający konsumentów, że dany produkt handlowy nie posiada składników pochodzenia zwierzęcego,
- Publikacje - Towarzystwo Wegańskie wydaje kwartalnik The Vegan – darmowy magazyn, rozsyłany do członków stowarzyszenia.